# 德波冰原島峰
77°45′S 160°4′E / 77.750°S 160.067°E
德波冰原島峰（英語：Depot Nunatak）是南極洲的冰原島峰，位於維多利亞地的斯科特海岸，處於卡西迪冰川西岸，屬於夸特梅因山脈的一部分，海拔高度1,980米，現時由南極條約體系管理。